# Laufzeitdifferenz
Das Wort Laufzeitdifferenz oder Laufzeitunterschied wird verwendet:
- in der Akustik beim natürlichen Hören (Richtungshören) als ITD (englisch interaural time difference)
- in der Tontechnik als Δt beim Erzeugen der Hörereignisrichtung als Lautsprechersignale zwischen den Stereo-Lautsprechern, also auf der Lautsprecherbasis.

Die Laufzeitdifferenz wird üblicherweise in Millisekunden (ms) angegeben.

## Die interaurale Laufzeitdifferenz (ITD)
Die interaurale Laufzeitdifferenz (oder ITD), die Menschen und Tiere betrifft, ist die Differenz bzw. der Unterschied bezüglich der Laufzeit des Schalls zwischen beiden Ohren. Sie hat große Bedeutung bei der Richtungslokalisation der Schallquelle, da sie ein Merkmal zur Erkennung der Richtung oder zum Winkel der Schallquelle, vom Kopf aus gesehen, liefert. Wenn ein Signal in der Horizontalebene erzeugt wird, so liegt der Winkel in Beziehung zur 0°-Vornerichtung (also direkt vor dem Zuhörer) im Uhrzeigersinn von 90° dann genau rechts und bei 180° liegt die Richtung hinten. Wenn ein Signal zum Beispiel aus 90° von rechts einfällt, dann muss das Signal eine zusätzliche Wegstrecke zurücklegen, um das linke Ohr zu erreichen. Für den Schall ergibt dieses einen Zeitunterschied zwischen beiden Ohren. Diese interaurale Laufzeitdifferenz wird vom Ohr-Gehirn-System ermittelt und unterstützt den Erkennungsvorgang der Schallquelle. 
Der Azimut einer Schallquelle kann u. a. durch die Laufzeitdifferenz festgestellt werden, mit der das Schallereignis beide Ohren erreicht. Das bedeutet, dass der Schall ein Ohr früher erreicht als das andere. Kommt ein Schall von der linken Seite, so erreicht er das linke Ohr zuerst. Das rechte Ohr wird später erreicht, weil es sich weiter entfernt von der Schallquelle auf der abgewandten Seite des Kopfes befindet. Die Laufzeitdifferenz ist demnach abhängig vom Weg, den der Schall zurücklegt. Wenn sich die Schallquelle gerade vor oder hinter der hörenden Person (Kopfmitte) befindet, entstehen keine Laufzeitdifferenzen. In diesem Fall sind die Schallwege gleich lang. Die maximale Laufzeitdifferenz beträgt 0,63 ms, wenn nämlich die Schallquelle sich genau seitlich (90°) zum Kopf befindet. Das Gehör kann Laufzeitdifferenzen ab 10 µs erkennen, sodass selbst kleine Abweichungen einer Schallquelle von der Kopfmitte erkannt werden. Bei kleinen Schalländerungen (z. B. Klicklauten) können Laufzeitdifferenzen unterschieden werden, die entstehen, wenn die Schallquelle in einem Winkel vom etwa 1,5° von der Kopfmitte abweicht.
Die Duplex-Theorie trägt wesentlich zum Verstehen des Vorgangs beim natürlichen Hören des Menschen bei.

## Die Interchannel-Laufzeitdifferenz Δt
Die Hörereignisrichtung der Phantomschallquellen auf der Stereo-Lautsprecherbasis kann mit den erzeugten Interchannel-Laufzeitdifferenzen der Mikrofonsysteme auf der Lautsprecherbasis verändert werden. Eine maximale Laufzeitdifferenz von Δ tmax = 1,5 ms (1 bis 2 ms) bewirkt signalabhängig (impulsformabhängig) die volle Seitwärts-Auslenkung aus der Lautsprecherrichtung. Diese je nach Schalleinfallswinkel unterschiedlichen Differenzen der Lautsprechersignale werden von den jeweiligen Stereo-Mikrofonanordnungen erzeugt, die damit auch den wichtigen Aufnahmebereich des Mikrofonsystems liefern. Die empirisch gefundenen Werte der benötigten Laufzeitdifferenz Δ t für die Lokalisation auf der Lautsprecherbasis (Lautsprechersignale) haben nichts mit den gemessenen Werten der interauralen Laufzeitdifferenz (ITD) an unseren Ohren (Ohrsignale) zu tun.